# Obrzęd zmieszania postaci eucharystycznych
Obrzęd zmieszania postaci eucharystycznych – obrzęd liturgiczny dokonany podczas każdej Mszy Świętej. Obrzędu tego dokonuje kapłan przed Komunią Świętą (poprzedza go przekazanie przez wiernych znaku pokoju). Jest symbolem Zmartwychwstania Chrystusa po jego śmierci (łamanie Chleba). Najpierw łamie chleb, następnie wkłada jego kawałek do wina. Jest to zmieszanie Ciała Jezusa Chrystusa z jego Krwią. Przy mieszaniu chleba z winem kapłan modli się, żeby Ciało i Krew Chrystusa pomogły ludziom osiągnąć życie wieczne. Po dokonaniu tego obrzędu następuje Komunia Święta. Obrzęd bywa nazywany "łączeniem materii".